# 形質導入

形質導入の概念図

形質導入（けいしつどうにゅう、英:transduction）とは特定の増殖様式を有するファージが、感染した細菌の遺伝子を粒子内に取り込み、次に感染する細菌内に導入する現象。様々な形質が導入される場合を普遍形質導入、ある特定の形質が導入される場合を特殊形質導入と呼ぶ。